# Drew Cheetwood
Drew Cheetwood (ur. 14 lipca 1983 w Bowling Green w Ohio) – amerykański aktor i trener personalny, najlepiej znany jako jeden z ochroniarzy Sonny’ego Corinthosa (Maurice Benard) – Milo Giambetti z opery mydlanej ABC Szpital miejski (General Hospital).
Urodził się w Bowling Green w Ohio. Dorastał wraz ze starszym bratem Derkiem (ur. 8 października 1973). Studiował na Ohio University w Athens, w stanie Ohio, gdzie także grał w piłkę nożną. Pracował jako trener personalny, a jego klientami byli m.in. Scott Clifton i kuzyn Tyler Christopher.
3 czerwca 2011 poślubił Jennę Vitale, z którą ma córkę Grace (ur. 3 marca 2013). Para poznała się w 2007 w rodzinie Vitale podczas zbiórki pieniędzy Dotknięty przez gwiazdę (Touched by a Star) dla Geestman Foundation Desi.